# Moses Arita
Moses Sengera Arita (Nakuru, 20 marzo 1993) è un ex calciatore keniota, di ruolo attaccante.

## Carriera

### Club
Comincia a giocare al Sony Sugar. Nel 2010 passa al Thika United. Nella stagione 2011-2012 gioca in Albania, con il Tirana. Nel 2012 torna al Thika United. Nel 2013, dopo una breve esperienza al Tusker, firma un contratto con il Sony Sugar.
Nel 2014 torna nuovamente al Thika United. Nel 2015 passa all'Ushuru. Nel 2016 gioca per il Muhoroni Youth. Nel 2017, dopo aver giocato con il Western Stima, si trasferisce al Chemelil Sugar.
Nel 2018 viene ingaggiato dal Nakuru All-Stars.

### Nazionale
Ha debuttato in nazionale il 15 gennaio 2012, nell'amichevole Senegal-Kenya (1-0).

## Palmarès

### Club

#### Competizioni nazionali
- Supercoppa d'Albania: 1

Tirana: 2011